# Chaibasa
Chaibasa è una suddivisione dell'India, classificata come municipality, di 63.615 abitanti, capoluogo del distretto del Singhbhum Occidentale, nello stato federato del Jharkhand. In base al numero di abitanti la città rientra nella classe II (da 50.000 a 99.999 persone).

## Geografia fisica
La città è situata a 22° 34' 0 N e 85° 49' 0 E e ha un'altitudine di 221 m s.l.m..

## Società

### Evoluzione demografica
Al censimento del 2001 la popolazione di Chaibasa assommava a 63.615 persone, delle quali 33.627 maschi e 29.988 femmine. I bambini di età inferiore o uguale ai sei anni assommavano a 7.792, dei quali 4.027 maschi e 3.765 femmine. Infine, coloro che erano in grado di saper almeno leggere e scrivere erano 46.989, dei quali 26.535 maschi e 20.454 femmine.